# Anton Zeilinger
Anton Zeilinger (Ried im Innkreis, 20 maggio 1945) è un fisico austriaco.
Attualmente è professore all'Università di Vienna, precedentemente all'Università di Innsbruck.
È stato definito un pioniere nel nuovo campo dell'informatica quantistica ed è famoso per aver realizzato il teletrasporto quantistico con i fotoni.

## Biografia
Anton Zeilinger ha avuto incarichi all'Università di Innsbruck, l'Università tecnica di Monaco, l'Università tecnica di Vienna, al Massachusetts Institute of Technology (MIT) ed è stato visiting scholar all'Università Humboldt di Berlino, al Merton College dell'Università di Oxford e presso il Collège de France a Parigi. Ha ricevuto molti premi per il suo lavoro scientifico, tra i più recenti va annoverato il premio King Faisal nel 2005 e il primo premio Newton dell'Institute of Physics di Londra nel 2008.  È membro di sei accademie scientifiche.
Zeilinger è attualmente professore di fisica presso l'Università di Vienna e direttore scientifico dell'Istituto di Ottica Quantistica e Informazione Quantistica dell'Accademia austriaca delle scienze. Dal 2006, Zeilinger è vicepresidente del consiglio di amministratori fiduciari dell'Istituto di Scienza e Tecnologia Austriaco, un ambizioso progetto iniziato su sua proposta. È un appassionato lettore della Guida galattica per gli autostoppisti di Douglas Adams, a tal punto da chiamare la sua barca 42.
Nel 2005, il giornale britannico New Statesmen lo ha indicato fra le "10 persone che potrebbero cambiare il mondo".
Nel 2010 ha ricevuto il premio Wolf per la fisica. e nel 2011 la Medaglia Isaac Newton, assegnata dall'Institute of Physics di Londra.
Nel 2022 ha ricevuto il premio nobel per la fisica per i suoi esperimenti sull'entanglement di fotoni.

### Interferometria neutronica
In quanto membro del gruppo del suo supervisore di tesi, Helmut Rauch, all'Università tecnica di Vienna, Zeilinger ha partecipato a molti esperimenti di interferometria neutronica all'Institut Laue-Langevin (ILL) di Grenoble. Il suo primo di questi esperimenti confermò subito una predizione fondamentale della meccanica quantistica, il cambiamento di segno nella fase di uno spinore per effetto di una rotazione di 360°. A questo fece seguito la prima realizzazione sperimentale di una sovrapposizione coerente di spin di onde di materia.
Ha continuato il suo lavoro in interferometria neutronica al MIT con Clifford G. Shull (premio Nobel per la fisica nel 1955), concentrandosi in special modo su effetti di diffrazione dinamica dei neutroni nei cristalli perfetti, dovuti a sovrapposizioni coerenti a più onde. Dopo il suo ritorno in Europa, ha realizzato un interferometro per neutroni molto freddi che ha anticipato successivi esperimenti con atomi. Tali esperimenti hanno incluso un test più preciso della linearità della meccanica quantistica e un esperimento della doppia fenditura con un solo neutrone alla volta nell'apparato. In realtà, in quell'esperimento, mentre veniva registrato l'arrivo di un neutrone, il neutrone successivo ancora risiedeva nel nucleo di uranio, in attesa che avvenisse la fissione.

### Entanglement quantistico
Sul finire degli anni ottanta, Zeilinger si è interessato di entanglement quantistico. Questo lavoro ha prodotto i suoi risultati più importanti e aperto il nuovo campo del teletrasporto quantistico, dell'informatica quantistica e della crittografia quantistica.
Insieme a Daniel Greenberger e Michael Horne, Zeilinger ha scritto il primo articolo in assoluto sull'entanglement quantistico con più di due particelle. Il teorema risultante, detto GHZ, è stato fondamentale per la fisica quantistica poiché fornisce la contraddizione più succinta fra il principio di località e le predizioni della meccanica quantistica. Inoltre, gli stati GHZ costituiscono il primo esempio di entanglement a molte particelle mai investigato. Tali stati sono divenuti essenziali nell'informazione quantistica. Gli stati GHZ sono adesso anche una voce dei codici PACS.
Come professore all'Università di Innsbruck, Zeilinger ha iniziato esperimenti su fotoni in stati entangled. Il suo scopo, dagli inizi degli anni novanta in poi, di dimostrare la contraddizione GHZ, ebbe finalmente successo nel 1998.
Lungo tale percorso, Zeilinger ha sviluppato molti strumenti nuovi per la fisica dei fotoni entangled, per esempio una forte sorgente di fotoni entangled rispetto alla polarizzazione, tecniche per l'identificazione degli stati di Bell e metodi per produrre l'emissione coerente di più di una coppia entangled da un cristallo. La tecnologia risultante gli ha permesso di eseguire un numero di primi esperimenti di informazione quantistica con i fotoni entangled. Il primo utilizzo in assoluto dell'entanglement in un qualsiasi protocollo di informazione quantistica è stata la dimostrazione di codice iperdenso. I suoi successi includono inoltre la prima crittografia basata sull'entanglement, il primo esperimento di teletrasporto quantistico di un fotone indipendente, la prima realizzazione di scambio di entanglement e l'esperimento che chiude il circolo vizioso della comunicazione in un test delle diseguaglianze di Bell.
Dal 2000, le ricerche di Zeilinger si sono concentrate sul calcolo quantistico completamente basato sull'ottica, lo sviluppo di sistema a crittografia quantistica basata sull'entanglement, ed esperimenti con coppie di fotoni entangled su distanze lunghissime. Negli esperimenti di calcolo quantistico basato sull'ottica, Zeilinger e il suo gruppo sono stati i primi a dimostrare un certo numero di procedure di base come la purificazione di entanglement e particolari porte quantistiche. Ciò è culminato nelle prime dimostrazioni di calcolo quantistico ad una via, includendo più recentemente il controllo attivo ultraveloce. Lo schema di calcolo quantistico ad una via è stato utilizzato per realizzare l'algoritmo di ricerca di Grover e vari giochi quantistici, incluso il dilemma del prigioniero.
In crittografia quantistica, il gruppo di Zeilinger sta sviluppando un prototipo in collaborazione con l'industria. mentre la maggior parte della comunità stava lavorando su uno schema molto più semplice con l'uso di impulsi laser deboli, Zeilinger ha basato il suo approccio esclusivamente su schema più complicati utilizzando fotoni entangled. Una dimostrazione recente che l'entanglement è una condizione necessaria per la sicurezza del canale quantistico conferma la correttezza di questa scelta.
Gli esperimenti di Zeilinger sulla distribuzione dell'entanglement su grandi distanze è cominciata sia con la comunicazione su spazio libero sia su fibra ottica e con il teletrasporto tra laboratori posti su luoghi opposti del fiume Danubio. Ciò è stato esteso a distanze più grandi attraverso la città di Vienna e, nel 2012, fino a 147 km fra due delle Isole Canarie, battendo la misura stabilita solo pochi giorni prima da un'équipe cinese e aprendo la strada alla comunicazione quantistica con satelliti. Il suo sogno era di far rimbalzare luce entangled dai satelliti in orbita. Ci è riuscito con un esperimento in Italia con il Matera Laser Ranging Observatory.
Un'importante e fondamentale ricaduta di questi esperimenti è stato il primo test, nel 2007, di una teoria realistica non locale proposta da Anthony James Leggett che va significativamente oltre il teorema di Bell. Mentre Bell dimostrò che una teoria che sia al contempo locale e realistica è in contraddizione con la meccanica quantistica, Leggett considerò teorie realistiche non locali in cui si assume che i fotoni individuali trasportino polarizzazione. La disuguaglianza risultante si è dimostrato essere violata negli esperimenti del gruppo di Zeilinger.

### Interferometria di atomi e macromolecole
Parallelamente con il lavoro sull'entanglement quantistico con i fotoni, agli inizi degli anni novanta Zeilinger iniziò degli esperimenti nel campo dell'ottica atomica. Sviluppò un numero di modi per manipolare in maniera coerente dei fasci atomici, molti dei quali, allo stesso modo dello spostamento in energia coerente di un'onda atomica di de Broglie dopo la diffrazione da un'onda luminosa modulata temporalmente, sono divenuti elementi portanti degli esperimenti odierni sugli atomi ultrafreddi.
Nel 1999, Zeilinger ha abbandonato l'ottica atomica per esperimenti con macromolecole di fullerene, molto complesse e massicce. La dimostrazione riuscita di interferenza quantistica per le molecole di fullerene C60 e C70 ha aperto un campo di ricerca molto attivo. Risultati chiave includono il più preciso studio quantitativo della decoerenza da radiazione termica e per collisioni atomiche e la prima interferenza quantistica tra macromolecole complesse di tipo biologico. Questa attività prosegue con Markus Arndt.

### Optomeccanica quantistica
Nel 2005, Zeilinger con il suo gruppo hanno iniziato un nuovo filone di ricerca, la fisica quantistica di microleve meccaniche. Il gruppo è stato il primo a dimostrare per via sperimentale l'auto-raffreddamento di un micro-specchio per effetto della pressione di radiazione, ossia senza retroazione. Tale fenomeno può essere visto come una conseguenza dell'accoppiamento di un sistema meccanico ad alta entropia con un campo di radiazione a bassa entropia. Questa attività prosegue ora con Markus Aspelmeyer.